# Ahmed Fethi Pascha

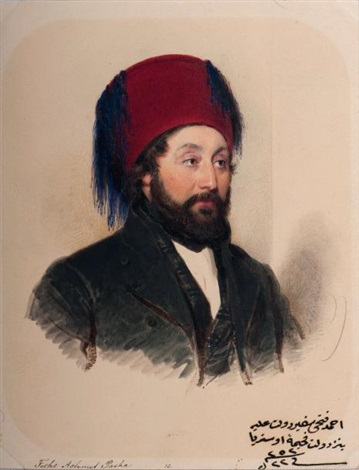
Moritz Daffinger: Porträt, entstanden um 1835

Ahmet Fethi Pascha (häufig auch Fethi Ahmed Pascha; * 1801 in Eyüp; † 13. Februar 1858 in Istanbul) war ein osmanischer Militär, Diplomat und Gründer des ersten archäologischen Museums in der osmanischen Hauptstadt, des Vorgängers des heutigen Archäologischen Museums Istanbul.
Ahmet Fethi wurde in Istanbul im Palast ausgebildet. Er entschied sich für den Militärdienst. Dabei stieg er zum Major, später zum Oberst auf. 1833 wurde er Botschafter am russischen Hof, 1834 bis 1836 in Wien, dann 1838 bis 1839 in Paris. Er war der offizielle Vertreter des Osmanischen Reiches bei der Krönung von Königin Victoria I. in London. Er wurde schließlich von dem neuen, erst 16 Jahre alten Sultan Abdülmecid I. zurückbeordert.
In Istanbul heiratete Ahmed Fethi die Halbschwester des Sultans Atiye Sultan (1824–1850), die Tochter Mahmuds II., der Ahmet Fethi protegiert hatte. Ahmed Fethi stieg 1845 zum General der Artillerie des Reiches auf. Zugleich betätigte sich der Handelsminister Ahmet Fethi als Unternehmer, der Stahl- und Porzellanfabriken gründete.

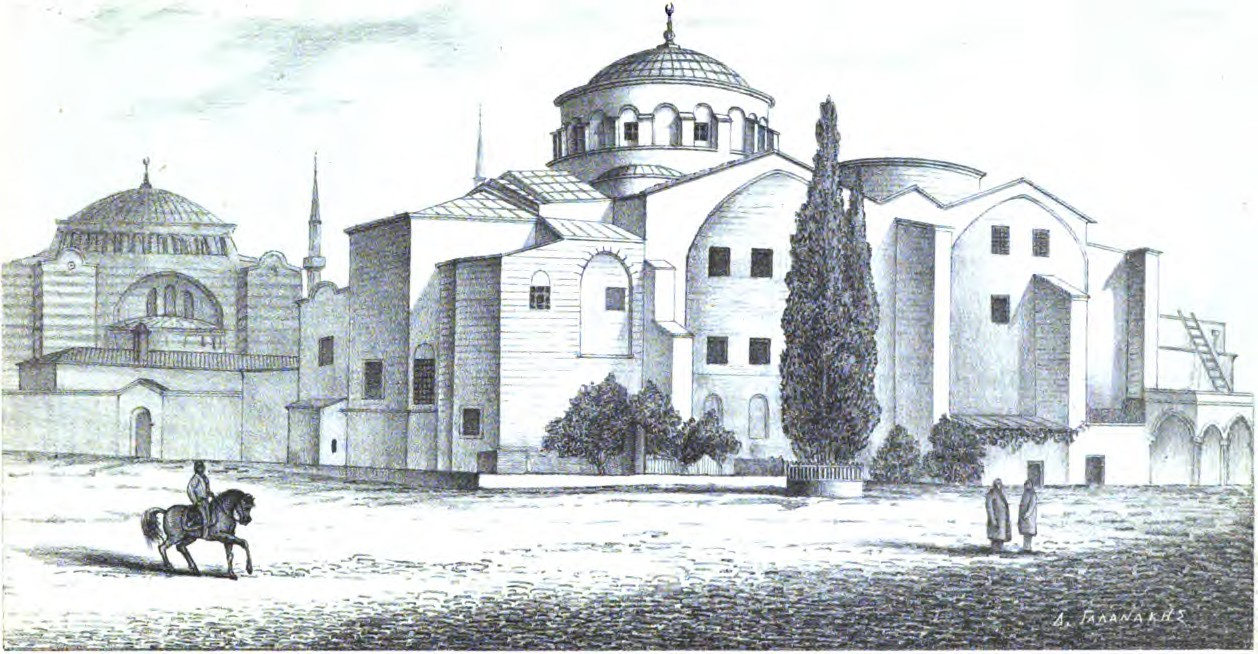
Skizze der Irenenkirche, 1877

In diesem Jahr nahm die Sammlung Gestalt an, deren Sitz die Irenenkirche werden sollte. Dies geschah unter dem Schutz der Armeeführung. Wann die ersten Artefakte dort eintrafen, ist unklar, doch muss dies zwischen 1846 und 1850 geschehen sein. Im Atrium vor der Kirche entstanden zwei Sammlungen, nämlich eine Sammlung alter Waffen (Mecmua-i Asliha-i Atika) und eine mit archäologischen Fundstücken (Mecmua-i Asar-i Atika). Dabei handelte es sich um hellenistische und byzantinische Artefakte, deren Bewachung und Reinigung den Wachsoldaten oblag. Dazu zählten Vasen, Skulpturen, Büsten, Sarkophage, Basreliefs und Inschriften. Diese Sammlung wurde erst nach 1852 in die Kirche verlagert. In der Kirche befanden sich weitere Waffen, darunter der Säbel Mehmeds II., oder die Schwerter von Skanderbeg und Timur, wie Théophile Gautier berichtet, aber auch Zweihänder aus der Zeit der Kreuzzüge oder Tamburine der Janitscharen.
Wie Philipp Anton Dethier (1803–1881) anmerkt, existierte kein Inventar, ebenso wenig eine erkennbare Ordnung. Noch zehn Jahre nach dem Tod von Ahmet Fethi Pascha wurden die türkischen Aufschriften, die die Provenienz und Bedeutung der Artefakte festhalten sollten, bei jeder Reinigung von den Wachsoldaten eingesammelt, um danach wieder angebracht zu werden. Um Zugang zum Museum zu erhalten, brauchte man eine Sondergenehmigung. Dennoch war das Museum wahrscheinlich inspiriert von west- und mitteleuropäischen Einrichtungen dieser Art. So hatte Ahmet Fethi in Wien zahlreiche Museen besucht. Die Allgemeine Theaterzeitung vom 4. November 1835 vermerkt in Wien sei „keine ihrer Kunst- und Lehr-Anstalten, keine der technischen als auch der naturhistorischen Sammlungen [sind] von dem geachten Botschafter unbesucht geblieben.“
Ein Katalog entstand erst 1868 durch Albert Dumont. Er ließ die Objekte nach den Epochen ordnen, darüber hinaus erhielten diese Abteilungen für griechisch-römische, frühchristliche und byzantinische Artefakte erste Vitrinen. 1869 wurde der Engländer Edward Goold neuer Direktor des Museums, der 1871 einen erweiterten Katalog der nun auf herrscherliche Veranlassung zahlreich herbeiströmenden Fundstücke aus dem riesigen Reich veröffentlichte.